# Alaszka napja
Alaszka napja hivatalos ünnep minden év október 18-án az Amerikai Egyesült Államok Alaszka államában, annak emlékére, hogy a terület 1867-ben ezen a napon került az Amerikai Egyesült Államok fennhatósága alá, miután annak kormánya megvásárolta Oroszországtól. Az állami dolgozók számára fizetett munkaszüneti nap.

## Története
Az Amerikai Egyesült Államok 1867. március 30-án megvásárolta Orosz-Amerika (Alaszka) területét az Orosz Birodalomtól 7,2 millió dollárért. (Ezt az eseményt március utolsó hétfőjén ünneplik az államban a szerződést aláíró külügyminiszterről, William H. Sewardról elnevezett napon.) A hivatalos átadási ünnepségre az orosz közigazgatás székhelyén, Sitkában került sor; a két ország zászlajának le- és felvonása a Castle Hillen álló erődnél történt meg.
Alaszka napját (és Seward napját) 1917-ben jelölte ki hivatalos helyi ünnepnek a territórium törvényhozása (Alaszka csak 1959-ben vált az USA teljes jogú államává).

## Megünneplése
A hivatalos ünnepségeket nem az állam székhelyén, Juneau-ban, hanem a történelmi esemény színhelyén, az orosz közigazgatás egykori központjában, Sitkában tartják. A Sitkai Nemzeti Temetőben katonai tiszteletadás mellett emlékeznek meg a háborúk áldozatairól. A Parti Őrség mentési gyakorlatokat mutat be és megnyitja valamelyik hajója fedélzetét a nagyközönség előtt. Sitka üzleti negyedében felvonulást rendeznek, amely a Castle Hillen ér véget, ahol újrajátszák az átadási ünnepséget.
A hivatalos ünnep csak egynapos, de hozzá kapcsolódó rendezvényeket más napokon is szerveznek. Ezek között találhatók bálok (legfőképp egy korabeli kosztümös bál), koncertek, táncbemutatók és hosszútávú futóversenyek. A férfiak körében a korabeli divatra emlékezve szokás szakállt növeszteni.

## Fordítás
Ez a szócikk részben vagy egészben  az   Alaska Day című angol Wikipédia-szócikk ezen változatának fordításán alapul.  Az eredeti cikk szerkesztőit annak laptörténete sorolja fel. Ez a jelzés csupán a megfogalmazás eredetét és a szerzői jogokat jelzi, nem szolgál a cikkben szereplő információk forrásmegjelöléseként.